# Embajadas y legaciones extranjeras (guerra civil española)
Durante la Guerra civil española muchas embajadas y legaciones extranjeras acogieron a miles de españoles amenazados o perseguidos a causa de sus ideas.
El embajador de Chile, Aurelio Núñez Morgado, que era el decano del cuerpo diplomático en España, fue el principal organizador de esta iniciativa humanitaria que salvó muchas vidas. Casi todas las embajadas de Madrid, salvo las de la Unión Soviética, Gran Bretaña y Estados Unidos, acogieron refugiados. Tres fueron asaltadas por fuerzas de orden público o milicianos, las de Finlandia, Perú y Turquía.
La iniciativa sobrepasó los conceptos normales de extraterritorialidad de las legaciones, como en el caso del consulado de México en Málaga, que, regido por el cónsul honorario Porfirio Smerdou, salvó la vida a varios cientos de personas antes de la ocupación de Málaga, continuando su labor tras ésta, acogiendo a refugiados republicanos.

## El Derecho de Asilo en las embajadas y legaciones
Entre las naciones latinoamericanas, la práctica de acoger refugiados políticos en sus embajadas y legaciones era una práctica reconocida. Pero se sobreentendía que era aplicable a jefes de gobierno derrocados o a personalidades importantes de partidos políticos perseguidos. Este no era el caso de la mayoría de los que buscaron refugio en las embajadas de Madrid. Pese a ello, y gracias a la tolerancia del gobierno de José Giral, tanto los embajadores latinoamericanos como la mayoría de los europeos y el de Turquía, acordaron acoger como refugiados a todos los que se sentían perseguidos o amenazados por la revolución social, llegando a extender la inmunidad diplomática de las legaciones a edificios que se alquilaban para dar cabida a todos los refugiados.
Las preferencias políticas de los embajadores no influyeron en esta postura humanitaria. los embajadores de Chile, Perú o Cuba, eran más simpatizantes de los rebeldes que de la República, mientras que el de México deseaba la victoria republicana. En una postura intermedia estaban los embajadores de El Salvador o Argentina.
A pesar de la tolerancia de los gobiernos de Giral y de Largo Caballero hacia la interpretación amplia del asilo diplomático, tanto la prensa como la radio de Madrid criticaban esa labor humanitaria. Alegaban falsamente que solo los fascistas se acogían al asilo diplomático, pese a que la esposa de Azaña, las hijas de Indalecio Prieto y las familias de muchos diputados republicanos, tanto de derechas como de izquierdas pudieron salir de España hacia Marsella a bordo del buque de la Armada Argentina 25 de Mayo gracias a las gestiones de la embajada argentina. El gobierno colaboraba en cierta manera con los embajadores. Augusto Barcia (ministro de Asuntos Exteriores), proporcionó vehículos oficiales para llevar a personas amenazadas a la embajada de Chile. Según relata Nuñez Morgado, Largo Caballero le pidió en privado que diese protección a las sobrinas de los duques de Veragua, descendientes de Cristóbal Colón, recientemente asesinados en Madrid.

## La postura del gobierno de la República
Tanto el gobierno de José Giral como el de Francisco Largo Caballero estuvieron dispuestos, con ciertas limitaciones, a que se utilizasen las embajadas para proteger, primero de los anarquistas y a partir de enero de 1937 de los comunistas, a personas inocentes.
Hubo abusos del derecho de asilo. Las embajadas de Perú y Cuba eran centros de espionaje reconocidos.[cita requerida] Los encargados de negocios de Holanda y Noruega eran súbditos alemanes, que podían servir a la Alemania nazi en la España republicana después de que los alemanes reconociesen al gobierno de Franco. Hubo disparos desde las embajadas. En 1937, los asilados comían mejor que la mayoría de los madrileños, y algunos se dedicaron al mercado negro. Una vez restablecido el orden en las calles de Madrid, los asilados podían recibir visitas de amigos y familiares, que podían llevar informes de valor militar para que fuesen enviados a Salamanca por valija diplomática o radiados desde la embajada.
Largo Caballero deseaba vaciar las embajadas, pero el problema era que no se podía garantizar que los asilados liberados no retornasen a España junto a los sublevados y tomasen las armas contra la República. Álvarez del Vayo hizo acuerdos puntuales separados con Francia, Checoslovaquia, Holanda, Turquía, y Cuba por los que España permitía evacuar a los refugiados, con la condición de que los gobiernos responsables se comprometían a impedir su regreso a la España nacional. Así, a principios de 1937, pudieron salir de España unos 1.000 asilados, pero los belgas dejaron en libertad al grupo bajo su responsabilidad en cuanto estuvieron en suelo francés. Esto retrasó la posibilidad de nuevas evacuaciones.
El problema nunca fue resuelto del todo. Se calcula que entre 15.000 y 20.000 personas buscaron asilo en las legaciones, la mayoría en los tres primeros meses de guerra. En junio de 1937, el gobierno anunció que se habían evacuado 4.000 personas de las embajadas, aunque esta es una cifra indicativa, ya que no había relaciones de entradas y salidas. Al final de la guerra todavía quedaban 3.000 refugiados.
La publicidad dada al tema de los refugiados en las legaciones fue generalmente negativa para la República, ya que el origen del problema era la impotencia del gobierno en las primeras semanas de la guerra.

## Las Embajadas de Madrid
Las embajadas de Chile, Noruega y Argentina marcaron la pauta de los asilos masivos. Siguieron su ejemplo las de Francia, México, Panamá, Rumania, Bélgica, los Países Bajos, Bolivia, Cuba, Checoslovaquia, Grecia, Japón, Paraguay, Polonia, Suecia, Suiza y Uruguay. Otras legaciones que participaron en esta misión humanitaria, aunque en menor medida fueron las de Bélgica, Brasil, Colombia, República Dominicana, El Salvador, Guatemala, Honduras, Panamá, Yugoslavia,Turquía y Venezuela.

### Alemania
Durante los primeros meses de la guerra civil, dio asilo a 15 ciudadanos alemanes y 65 españoles. Al reconocer Alemania en noviembre de 1936 al gobierno franquista y trasladarse el embajador a Burgos, las autoridades republicanas dieron un plazo de 24 horas para el desalojo de la embajada madrileña. Temiendo un ataque de los milicianos, los representantes de Chile, Rumanía, Países Bajos y Noruega intentaron llevarse a los refugiados, pero los milicianos lo impidieron, apresando a 2 alemanes y 45 españoles.

### Argentina
En la embajada argentina y edificios anexos encontraron refugio más de 1.500 personas. Solo hasta mayo de 1937 se evacuaron en buques de la ARA 1.526, de los que 651 eran españoles, 553 argentinos y el resto de otras nacionalidades. Uruguay rompió relaciones diplomáticas con la República en septiembre de 1936 a raíz del brutal asesinato de las dos hermanas del cónsul uruguayo en Madrid. (Edward Knoblaugh. Corresponsal en España, página 105). Al romper Uruguay relaciones con la República, Argentina pasó a representar sus intereses.
Hubo algunos intentos de asalto a la embajada argentina, para que entregase a algunos de los asilados. Pese al amparo que la policía española daba a estos asaltos, fueron rechazados. En una ocasión el propio embajador expulsó a los milicianos amenazándoles con su pistola.
Tuvo el apoyo de dos buques de la ARA, el crucero 25 de Mayo que estuvo en Alicante entre agosto y noviembre de 1936, y evacuó a Francia a unas 250 personas y la torpedera Tucumán que lo relevó y permaneció atracado en Alicante hasta finales de junio de 1937, llevando a Francia en ese tiempo a unas 1.240 personas en 12 viajes.

### Bélgica
Robert Everts, el embajador belga en Madrid desde 1931, se encontraba en San Sebastián al inicio de la guerra y pasó la guerra en San Juan de Luz, sin contacto con el gobierno Español. Sin embargo, el Encargado de Negocios de la embajada, el vizconde Joseph "Joe" Berryer, se encontraba en la capital al inicio del conflicto.
En contra de las órdenes del embajador, preocupado por sus posesiones, tomó la decisión de esconder en la embajada algunos personajes amenazados del entorno socioeconómico español de aquel tiempo, como el Arzobispo de Madrid o el banquero Luis de Urquijo, Marqués de Bolarque. También tomó la decisión de reemplazar la bandera belga de la embajada por una bandera del Congo (en ese tiempo colonia belga), que podría parecer más neutral a las milicias que controlaban a la capital. Jacques de Borchgrave fue encontrado asesinado, junto con otras quince personas cuando salió a hacer una de sus excursiones. Su cadáver apareció en una zanja a la semana de desaparecer. El Gobierno Belga protestó enérgicamente por su asesinato y exigió una indemnización de un millón de francos oro, amenazando con romper relaciones diplomáticas en caso contrario.

### Chile
La embajada de Chile en Madrid acogió a miles de refugiados, 4.000 según Pablo Neruda y 1.440 según otros, que veían peligrar su vida en el Madrid republicano. Entre ellos estuvieron los escritores Rafael Sánchez Mazas, Víctor de la Serna, José María Alfaro y Joaquín Calvo Sotelo. Al entrar las tropas de Franco en Madrid, la mayoría la abandonan. Pero quedaron en la Embajada unos pocos que habían pedido asilo ante el avance de los sublevados y que temían las represalias del bando vencedor. Entre ellos estuvo a punto de encontrarse el poeta alicantino Miguel Hernández.
Al reconocer Alemania al gobierno de Franco en noviembre de 1936, el hospital alemán se puso bajo bandera chilena. Prestó servicios a niños y ancianos sin distinciones políticas.
El embajador de Chile, Aurelio Núñez Morgado, defendiendo el derecho de asilo y se enfrentó en varias ocasiones con Álvarez del Vayo, por lo que el gobierno republicano consiguió que fuese relevado por el encargado de negocios Carlos Morla Lynch.
La Embajada chilena hizo gestiones para que a finales de 1936, familiares de Manuel Azaña, Indalecio Prieto y otros políticos de izquierdas embarcaran de Alicante a Marsella en el ARA 25 de Mayo y también dio refugio a las hijas de Largo Caballero.
Al reconocer El Salvador, Guatemala y Honduras al gobierno franquista y cortar sus relaciones con el gobierno de la II República, la embajada chilena se hizo cargo de los refugiados en sus embajadas.
Los conflictos diplomáticos entre Chile y la España franquista obligaron a que los refugiados republicanos en la Embajada chilena fuesen trasladados a la de Brasil, desde donde, vía Portugal, fueron embarcando hacia Chile.

### Gran Bretaña
La postura oficial de Reino Unido era la de negar el derecho de asilo diplomático, acogiendo solamente a los súbditos británicos. Pero muchos ciudadanos británicos que residían en Madrid refugiaron en edificios protegidos por la Union Jack a perseguidos de ambos bandos o les ayudaron para su salida de España.
Solo un español fue acogido como refugiado por el Gobierno Británico, fue el general José Villalba Riquelme, exministro de la guerra del Rey Alfonso XIII y lo fue por su condición de Sir, ya que había recibido del Gobierno de su Graciosa Majestad la Cruz de la Orden de Comendador de San Miguel y San Jorge, la embajada británica protegió su domicilio con la bandera de la Unión Jack dándole rango de legación diplomática y durante toda la guerra un centinela militar inglés veló por el bienestar del general e impidió que ningún miliciano pudiera violar su domicilio o acercarse a su persona.
Tuvo un importante papel en esta labor humanitaria el ingeniero británico Edwin C. Lance (al que apodaron El Pimpinela Español), que fue homenajeado por el ayuntamiento de Madrid en 1961.
Entre 1937 y 1939 la embajada británica colaboró en la evacuación de refugiados de otras legaciones.

### Perú
Tenía acogidos a más de 300 españoles y a 60 peruanos.
La noche del 5 al 6 de mayo de 1937, entraron en la embajada fuerzas de orden público y detuvieron a todos los asilados. La mayoría de los que estaban en edad militar fueron enrolados en batallones disciplinarios, salvo 18 que fueron encarcelados y condenados a muerte. La intervención de varios diplomáticos y de la Cruz Roja Internacional hizo que se suspendiesen las sentencias.
El 17 de marzo de 1938, Lima rompió relaciones con la República. Unos meses más tarde, la policía asaltó los locales que permanecían bajo pabellón peruano, deteniendo a los refugiados que quedaban, pero éstos fueron reclamados por Francia y Gran Bretaña, que consiguieron evacuarlos en septiembre de 1938.

### Polonia
Por ausencia del embajador que estaba de vacaciones estivales, Esteban Tobías Hoenigsfeld quedó como encargado de la dirección de la Legación polaca de Madrid, creando el «Hogar Polaco» en los pisos vacíos de un edificio propiedad del Marqués de Ibarra situado en la madrileña Glorieta de Rubén Darío 3. Allí buscaron refugio, durante la contienda, simpatizantes ─algunos con sus familias─ de ambos lados políticos sin reparar en su orientación política. En dicho edificio estuvieron resguardados, hasta gestionar su escapada hacia Polonia junto a sus familias, unos 400 asilados.
Personajes como el periodista Luis de Galinsoga, Eduardo González-Gallarza, pionero de la aviación española; el marino Julio Guillén Tato, Silva Rivera, Luis Campos-Guereta, Domenech, Juan Antonio Suanzes, marqués de Suanzes; el doctor Gregorio Marañón y Posadillo y el propio Luis Ybarra y Céspedes, marqués de Ybarra con su familia entre otros muchos. 
Cerrada la Legación Polaca en 1942, por la presión nazi, el judío Hoenigsfeld fue avalado por Canalda y Guillén para abandonar España, como deseaba aunque finalmente permaneció en Madrid hasta su muerte.